# 1021
Anul 1021 (MXXI) a fost un an obișnuit  al calendarului iulian.

## Evenimente

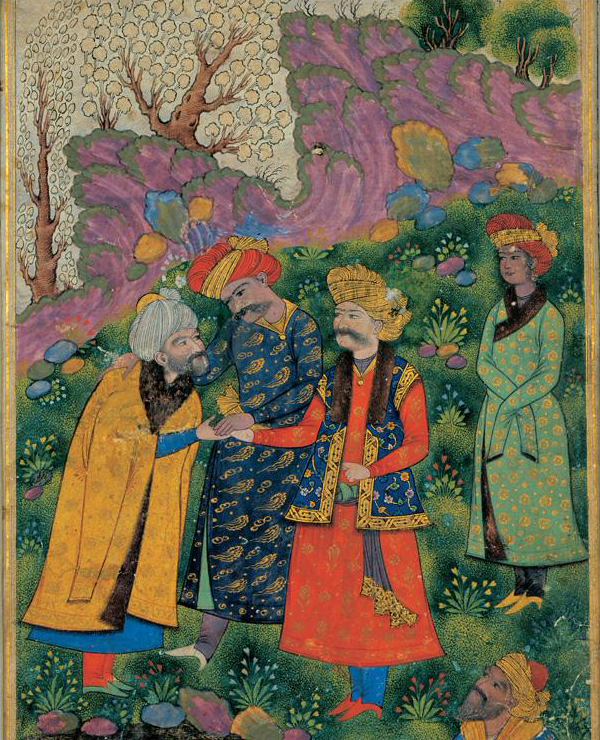
În 1021, sultanul l-a ridicat pe Ayaz, sclav din Georgia in rang, acordându-i tronul orasului Lahore, pe care sultanul îl luase după un asediu îndelungat

- Noiembrie - Împăratul Henric al II-lea desfășoară a patra campanie militară italiană. Trece pasul Brenner cu o armată de 60.000 de oameni și ajunge la Verona, unde primește recruți lombarzi. Henry merge la Mantua și apoi la Ravenna, pentru a petrece Crăciunul acolo.
- Taifa din Valencia, un regat maur din Al-Andalus (Spania modernă), devine independentă de Califatul din Córdoba (dată aproximativă).
- Senekerim-Hovhannes Artsruni, rege al Vaspurakanului (Armenia Mare), își predă regatul Imperiului Bizantin. El primește în schimb Sebasteia și devine guvernator al Capadociei.
- Bătălia de la Shirimni, Imperiul Bizantin sub Vasile al II-lea, învinge Regatul Georgiei sub conducerea lui Giorgi I la Shirimni, la Lacul Palakazio, acum Lacul Çıldır, Turcia.
- Hovhannes-Smbat III, rege al regatului armean Ani a fost atacat de fratele său mai mic Ashot al IV-lea și și-a pierdut o mare parte din puterea sa, devenind rege concurent al teritoriilor periferice.
- Capitala chineză Kaifeng are aproximativ jumătate de milion de locuitori până în acest an; inclusiv toți cei prezenți în cele nouă suburbii desemnate, populația este de peste un milion de oameni.
- Împăratul Rajendra Chola I își extinde influența asupra Imperiului Chola la malurile râului Ganges (nordul Indiei) și invadează Bengalul.
- Sultanul Mahmud din Ghazni îl numește pe Malik Ayaz pe tron, făcând din Lahore (Pakistanul modern) capitala Imperiului Ghaznavid.

## Nașteri
- 8 decembrie - Wang Anshi, cancelar chinez (d. 1086)
- Eudokia Makrembolitissa, împărăteasă bizantină (d. 1096)
- Fujiwara no Kanshi, consoarta împărătesei japoneze (d. 1102)
- Wugunai, căpetenia chineză a tribului Wanyan (d. 1074)

Wang Anshi
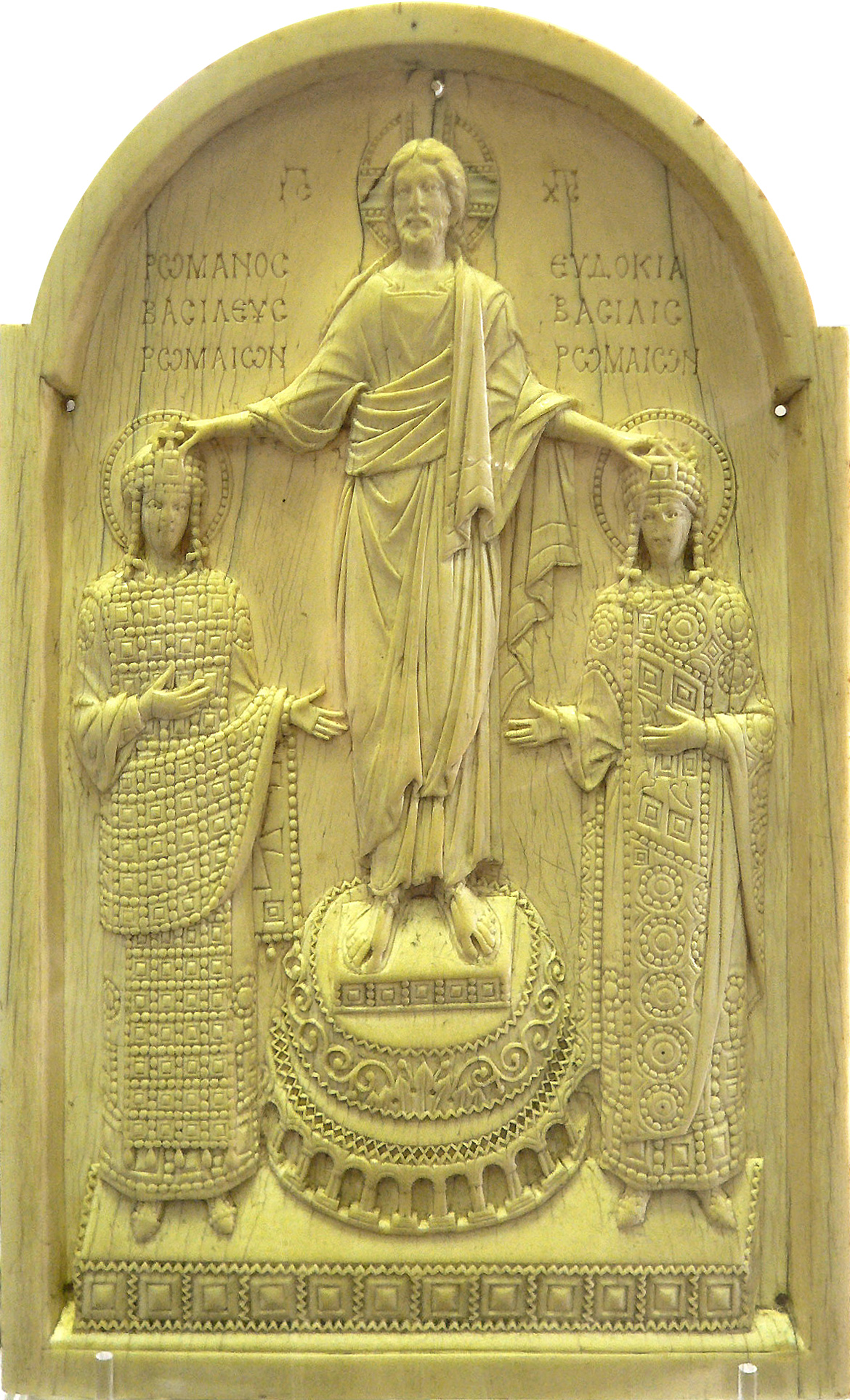
Eudokia Makrembolitissa

## Decese
- 13 februarie - Al-Hakim bi-Amr Allah, calif fatimid (n. 985)
- 16 martie - Heribert, arhiepiscop de Köln (n. C. 970)
- 7 iulie - Fujiwara no Akimitsu, birocrat japonez (n. 944)
- 17 august - Erkanbald, stareț și arhiepiscop german
- 29 august - Minamoto no Yorimitsu, nobil japonez (n. 948)
- Arnulf, arhiepiscop francez și fiul nelegitim al lui Lothair III
- Fujiwara no Yoshikane, nobil japonez (n. 957)
- Hamid al-Din al-Kirmani, cărturar și filosof fatimid
- Hamza ibn 'Ali ibn-Ahmad, lider fondator al druzilor
- Liu Mei, oficial și general chinez (data aproximativă)
- Mac Cú Ceanain, rege al Uí Díarmata (Irlanda)
- Shams al-Dawla, emir Buyid din Hamadan (Iran)
- Trilochanapala, rege al dinastiei Kabul Shani